# Sébastien Patrice
Sébastien Patrice, född 7 april 2000 i Marseille, är en fransk fäktare.

## Karriär
Sébastien Patrice tog vid olympiska sommarspelen 2024 i Paris brons i sabel med det franska laget.